# Luis I de Baden

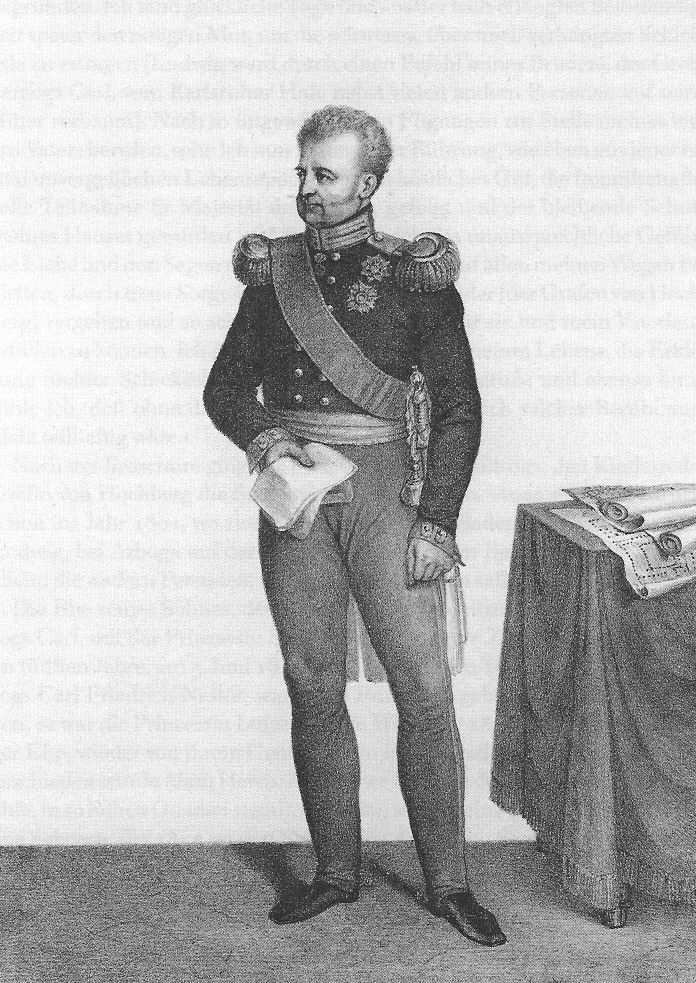
Luis I de Baden.

Luis I de Baden (Karlsruhe, 9 de febrero de 1763 - Karlsruhe, 30 de marzo de 1830) fue Gran Duque de Baden desde 1818 hasta su muerte. Sucedió a su sobrino, Carlos II de Baden, al haber muerto sin herederos.

## Biografía
Luis era hijo del margrave Carlos Federico I de Baden y de Carolina Luisa de Hesse-Darmstadt, hija del landgrave Luis VIII de Hesse-Darmstadt. Su padre fue elevado en 1803 a príncipe elector y, más tarde, en 1806 se convirtió en el primer gran duque de Baden.
En 1818, contrajo matrimonio con Catalina Werner, condesa de Langenstein.
Se ocupó personalmente de la Universidad de Friburgo, haciendo que no se cerrara y continuara sus actividades de manera regular. En 1825, fundó en Karlsruhe una importante escuela politécnica: la Hochschule Karlsruhe, que es la más antigua de toda Alemania.
La muerte de Luis I, acaecida en 1830, fue vista con recelo por sus contemporáneos que la relacionaron con la historia de Kaspar Hauser, ya que con él se extinguía la rama directa de los Baden. A él lo sucedió su medio hermano Leopoldo I de Baden, quien era hijo de su padre Carlos Federico con su segunda esposa, matrimonio declarado morganático.

## Descendencia
Luis tuvo muchos hijos fuera del matrimonio, pero ninguno de ellos podía aspirar al trono, puesto que nunca se casó con la madre de ninguno, además de que ninguna pertenecía a una casa real.
De una mujer de quien se desconoce el nombre:
- Luis Guillermo de Steinberg (1797-1871).[2]

De Catalina Werner, más tarde nombrada condesa de Langenstein y Gondelsheim:
- Luisa (1817-1821).
- Guillermo Luis Augusto (1820-1872), conde de Langenstein y Gondelsheim, quien no tuvo hijos.
- Luisa (1825-1900), casada en 1848 con el conde Carlos Israel Douglas. Sus descendientes habitan aún en el Palacio de Langenstein.

## Distinciones honoríficas
- Soberano Gran maestre de la Orden de la Fidelidad ( Gran Ducado de Baden).
- Soberano Gran maestre de la Orden Militar de Carlos Federico ( Gran Ducado de Baden).
- Soberano Gran maestre de la Orden del León de Zähringen ( Gran Ducado de Baden).
- Caballero de la Orden del Águila Negra (

 Reino de Prusia).